# دین چگونه تکامل یافت و چرا ماندگار شد؟
دین چگونه تکامل یافت و چرا ماندگار شد (انگلیسی: How Religion Evolved) کتابی است چاپ سال ۲۰۲۲ در مورد روان‌شناسی فرگشتی دین در آن رابین دانبار، روان‌شناس فرگشتی، نظریه ای در مورد چرایی و چگونگی مذهبی بودن افراد ارائه می‌دهد. نقطه شروع او این مشاهده است که هیچ فرهنگی بدون نوعی دین شناخته نمی‌شود. دانبار تعجب می‌کند که این گرایش جهانی به دین از کجا می‌آید، همچنین از اینکه چرا به نظر می‌رسد که ادیان دائماً تکه‌تکه می‌شوند.

## مطالب
در فصل اول، دانبار موقعیت عرفان را مورد بحث قرار می‌دهد: اعتقاد به دنیای روحی که با ورود به آن، احساسات طاقت فرسایی آزاد می‌شود. در دیدگاه عرفانی، دانبار بین استعداد افراد برای وارد شدن به خلسه، اعتقاد آنها به جهان متعالی و توانایی فراخواندن نیروهای پنهان برای کمک تمایز قائل می‌شود. روش‌های بسیار پیچیده‌ای برای القای خلسه (موسیقی، رقص، تکنیک‌های تنفس، مراقبه، روزه‌داری، داروهای روان‌گردان، و غیره) ایجاد شده‌اند. این مقام عرفانی اگرچه جهانی نیست، تاریخچه عمیقی دارد و به صورت یک جریان پنهان به‌طور گسترده حضور دارد. دانبار آن را شالوده و نیروی محرکه همه دینداری‌ها می‌داند. از وجود این گرایش عرفانی نمی‌توان استنباط کرد که در واقع یک واقعیت متناظر وجود دارد.
دانبار سپس به دنبال مزایای تکاملی دین است. اگرچه او این را قابل قبول می‌داند که می‌تواند محصول جانبی ناسازگار مکانیسم‌های روان‌شناختی باشد، اما غیرممکن می‌داند که این تنها توضیح برای پدیده‌ای باشد که به زمان و احساسات زیادی نیاز دارد. اعمال مذهبی سازگاری فردی را بهبود می‌بخشد. به نظر می‌رسد مؤمنان شادتر و سالم‌تر هستند، صرف نظر از اینکه آیا این به دلیل اثر دارونما است. علاوه بر این، دین به ایجاد پیوندهایی کمک می‌کند که نه تنها شبکه حمایتی بزرگتری را فراهم می‌کند، بلکه رضایت را نیز فراهم می‌کند. دانبار در یک نمودار، پیوندهای علی بین کارکردهای مختلف دین را نشان می‌دهد. یکی از اصلی‌ترین آنها ایجاد اتحاد برای غلبه بر استرس گروه‌های بزرگ و در نتیجه تجهیز بهتر در برابر تهدیدهای خارجی است. هنگامی که دین به این دلیل تکامل یافت، کارکردهای ثانویه اضافه می‌شوند: مزایای سلامتی، درک بهتر جهان، همکاری بهتر.
زمانی که زبان وجود داشت، دین می‌توانست پدید آید. از نظر شناختی مبتنی بر نگرش عرفانی است، ظرفیتی که متکی بر مهارت‌های بالای ذهنی انسان مدرن و بر اندورفین است. از نظر ذهنی، یک دین جمعی مستلزم پنج درجه است («من معتقدم» که شما «فکر می‌کنید» که ما هم «می‌دانیم» که خدا «وجود دارد» و هم «می‌خواهد» ما را مجازات کند.). سیستم اندورفین می‌تواند حالت‌های خلسه ایجاد کند که در آن فرد غوطه ور شدن در آگاهی دیگری را تجربه می‌کند. این توانایی ماورایی از نظر روانی بسیار قدرتمند است زیرا سیستم عصبی زیستی را برای پیوند اجتماعی فعال می‌کند. آواز خواندن، رقصیدن، مهمانی و داستان سرایی ابزارهای قدرتمند جامعه سازی هستند. گروهی انجام دادن این مراسم باعث آزاد شدن اندورفین می‌شود.
در آغاز نوسنگی، جمعیت در خاور نزدیک افزایش یافت و جوامع گسترش یافتند. انگیزه این کار یورش‌ها و جستجوی محافظت در برابر آنها از طریق کمک‌های متقابل بود. ایجاد روستاهای دفاعی کشاورزی را در سطح اقتصادی ضروری می‌کرد. از آنجایی که جوامع بزرگتر دارای اصطکاک و خشونت داخلی به میزان قابل توجهی بودند، مکانیسم‌هایی برای افزایش انسجام اجتماعی مورد نیاز بود. پاسخی حیاتی به این امر ظهور ادیان اعتقادی با خدایان بسیار اخلاقی، تشریفات رسمی‌تر و متخصصان مذهبی بود. ایمان مشترک و تشریفات مشترک، حسی از با هم بودن را ایجاد کرد که در درون افراد انگیزه ایجاد پیوند با جامعه را برانگیخت. قربانی کردنهای جدید و آیین‌های مرتبط با آنها مقدم بر قشربندی اجتماعی و پیچیدگی سیاسی بود. این آیین‌ها به جوامع طبقه‌بندی‌شده اجازه می‌دادند، که به نوبه خود برای جوامع بزرگ‌تر (مذهب → پیچیدگی اجتماعی → اندازه جمعیت).
اولین مراسم رسمی با هدف خشنود ساختن خدایان دمدمی مزاج و انتقام‌جو بود تا جامعه را مجازات نکنند. این مستلزم فداکاری و گاهی قربانی انسان بود. این گونه ادیان پیرامون عذاب الهی از ۶۰۰۰ سال قبل از میلاد به بعد ظهور کردند. و به ویژه در حدود ۲۵۰۰ پ.م. در جوامعی با صد هزار نفر یا بیشتر. گام بعدی ظهور خدایان اخلاق‌مدار بود که به رفاه و رفتار شخصی انسان علاقه داشتند. آنها مقررات اخلاقی با اثر انضباطی صادر کردند: کسانی که اطاعت می‌کردند پاداش می‌گرفتند و متخلفان در دنیا یا آخرت مجازات می‌شدند. در امپراتوری‌هایی که جمعیت آنها بیش از یک میلیون نفر بود، خدایان اخلاق‌مدار ظاهر شدند. با این حال، در زنجیره علّی، راه‌حل قبل از مشکل نبود: این پیچیدگی اجتماعی بود که مکانیسم‌های تثبیت‌کننده را ایجاب می‌کرد و بنابراین نیروی محرکه تکامل خدایان اخلاق‌گرا در عصر محوری (حدود ۵۰۰ سال قبل از میلاد) بود.
به نظر می‌رسد که پشت سر هم سقف‌های شیشه ای تحمیلی از نظر جمعیتی وجود دارد که شکستن آنها مستلزم افزایش پیچیدگی مذهبی است. وقتی راه حل دینی پیدا نمی‌شود، جامعه از نظر مقیاس یا حتی تکه‌تکه و قهقرایی گیر می‌کند. در این صورت اثر کامل مازاد کشاورزی و شهرنشینی حاصل نخواهد شد. مازاد غذا نیز برای ایجاد یک طبقه روحانی ضروری است.
از نظر شماتیک، تقریباً دو نوع دین وجود دارد: شمنی و اعتقادی. انتقال از نوع اول به نوع دوم به چهار مرحله متوالی تقسیم می‌شود که هر یک با جمعیت خاصی مرتبط است:
ادیان:
1. نیا و اجدادی، غیررسمی و شمنی، در نظر گرفته شده بودند که گروه‌های شکارچی-گردآورنده را به هم پیوند دهند. آنها هیچ خدای رسمی نداشتند، اما احتمالاً ارواح و یک دنیای ارواح بودند که می‌شد از طریق خلسه وارد آن شد. این جوامع در مقیاس کوچک بودند (۱۰۰ تا ۲۰۰ نفر در اردوگاه‌های ۳۰ تا ۵۰ نفره).
2. در فاز دوم درمانگران و فالگیران تخصصی به میدان آمدند. آنها با ارواح خاصی ارتباط داشتند که می‌توانستند شرایطی مانند ناباروری و بدشکلی‌ها را درمان کنند. هنوز اخلاق و خداشناسی وجود نداشت.
3. سکونتگاه‌های دائمی که در دوران نوسنگی پدیدار شدند، بیش از ۳۰۰–۴۰۰ ساکن را وارد فاز سوم کردند، با مذاهب رسمی‌تر. خدایان محلی و مراسم رسمی، کاهنان و فضاهای آیینی وجود داشتند. بسیاری از خدایان معمولاً هم خیرخواه و هم بدخواه بودند و زمانی که کمبود قربانی باید مجازات می‌شد، عمدتاً به دنیای انسان علاقه نشان می‌دادند.
4. مرحله چهارم در حدود ۲۰۰۰ سال قبل از میلاد آغاز شد. با اولین دولت شهرها و امپراتوری‌ها. پیچیدگی تشریفات افزایش یافت و خدایان خود را فردی کردند و مجموعه خاصی از وظایف به آنها محول شد. یک اخلاق مبتنی بر الهیات وجود داشت که توسط یک طبقه کشیش نظارت می‌شد. عصر محوری همچنین شاهد اضافه شدن خدایان اخلاقی عالی و یکتاپرستی بود. دشمنی با ادیان دیگر افزایش یافت. ادیان تک‌خداپرستی/توحیدی به دلیل سختگیری الهیاتی خود می‌توانستند جوامع بسیار بزرگ را به هم پیوند داده و از اتحادهای گسترده حمایت کنند.

اگرچه متوالی است، اما یک هسته از مراحل اولیه هنوز در فازهای بعدی وجود دارد. این می‌تواند به عنوان رشد لایه‌ها دیده شود، با لایه‌های قدیمی تر وابستگی عاطفی را فراهم می‌کند. دین علاوه بر اینکه احتمالاً یک دین غیررسمی در میان نئاندرتال‌ها و دیگر گونه‌های انسان باستانی است، پدیده‌ای از انسان‌های مدرن از لحاظ تشریحی است. از آنجایی که ظرفیت‌های شناختی آن اساساً بدون تغییر باقی مانده است، تکامل دینی از طریق چهار مرحله از نظر فرهنگی هدایت شده است، در پاسخ به مشکلات فزاینده انسجام اجتماعی ناشی از افزایش جمعیت.
تقریباً همه ادیان جهانی در شمال منطقه نیمه گرمسیری سرچشمه می‌گیرند. در مناطق گرمسیری، فشار انتخاب بیماری‌های کشنده به قدری قوی است که باعث ایجاد تمایز مذهبی به عنوان راهی برای محدود کردن تعامل انسانی شده است. جداسازی از ابتلا به بیماری‌هایی که فرد برای آنها ایمنی ندارد، جلوگیری می‌کند. در مناطقی با بار بیماری بیشتر، ادیان قبیله ای بیشتری وجود دارد که به‌طور متوسط تعداد پیروان کمتری دارند. راه‌های دیگر برای محدود کردن تعاملات اجتماعی با غریبه‌ها، تفاوت‌های زبانی و جمع‌گرایی درون قبیله است. این پدیده‌ها الگوی جغرافیایی یکسانی دارند. هر چه به خط استوا نزدیک‌تر باشد،  دوره پوشش گیاهی طولانی‌تر است، بنابراین می‌توان بیشتر خودکفایی را به حداقل رساند. در منطقه نیمه گرمسیری دوره پوشش گیاهی به اندازه کافی طولانی و بار بیماری به اندازه کافی کم بود تا شرایط عالی برای رشد سریع جمعیت ایجاد شود.
مذاهب اعتقادی، دائماً با خطر پراکندگی از طریق تشکیل فرقه‌ها مواجه هستند. کاریزما رهبران نقش مهمی در این امر دارند. آنها اغلب از آسیب‌شناسی روانی رنج می‌برند و این آنها را برای خلسه مناسب می‌کرد. پیروان آنها عمیقاً به این افراد غیرمعمول ارادت دارند و اغلب معجزه‌هایی را به آنها نسبت می‌دهند، طبق اصل حداقلی ضد شهودی (نقض قانون طبیعی، اما نه آنقدر آشکار که دیگر قابل قبول نباشد). معمولاً یک پیوند شخصی بین گورو و دانش‌آموزان وجود دارد که در آن لمس محوری است. میل صمیمت اغلب توسط رهبر مورد سوء استفاده جنسی قرار می‌گیرد. تمایل به تشکیل گروه‌های صمیمی عمیقاً در روان انسان ریشه دارد و اغلب بر مکانیسم‌های از بالا به پایین که جوامع در مقیاس بزرگ را در کنار هم نگه می‌دارد، غلبه می‌کند.
در زیر روبنای اعتقادی ادیان اصلی، اشکال شمنی قدیمی‌تری وجود دارد که احساسات مؤمنان را جذب می‌کند. به هر حال، دین بیشتر یک پدیده احساسی است تا یک پدیده مبتنی بر عقل. برای تقویت حس همبستگی، دین به روان‌شناسی طبیعی ما در مقابل آنها متوسل می‌شود. در حالی که این امر در مقیاس کوچک به خوبی کار می‌کند، بدون استثنا منجر به درگیری و خشونت ستیزه‌جویانه در مقیاس ادیان جهانی می‌شود. سپس از دین برای توجیه تعصب و تبعیض علیه گروه‌های همسایه استفاده می‌شود. برای فرد، دین مزایای غیرقابل انکاری به همراه دارد، اما پتانسیل خشونت توده ای - بسیار بیشتر از هر جهان‌بینی سکولار - هنوز حل نشده است.
به نظر می‌رسد کاهش دینداری در غرب با رفاه مرتبط است: نیاز کمتری به آرامش ناشی از فقر و نابرابری وجود دارد. با این حال، مذهب در گروه‌های جمعیتی کم‌تر در غرب نیز قوی است. حتی برای غیر مؤمنان، نمادگرایی مذهبی هنگامی که در آیین‌های ملی گنجانده شود، عظمت و وقار می‌بخشد. تلاش‌ها برای ایجاد ادیان سکولار موفقیت‌آمیز نبوده است، شاید به استثنای ناسیونالیستی اساطیر نازی. مذهب یک ویژگی عمیقاً انسانی است و دانبار به سختی می‌بیند که چه چیزی بتواند جای آن را بگیرد. چه خوب و چه بد، دین به عنوان یک پدیده احتمالاً به حیات خود ادامه خواهد داد، البته بدون شک با محتوای متفاوت.

## بازخورد
گاردین با قدردانی از استدلال مرکزی قدرتمند، مروری عالی بر نظریه‌های جایگزین و مثال‌های واضح، کتاب را به‌طور مثبت بررسی کرد.
«فایننشال تایمز» این کتاب را با وجود برخی اشتباهات جزئی، از نظر فکری گسترده و دقیق خواند.